# Jan Axel Blomberg
Jan Axel Blomberg (Trysil, Norveška, 2. kolovoza 1969.) norveški je heavy metal bubnjar, poznatiji kao Hellhammer. Najpoznatiji je kao bubnjar norveškog black metal-sastava Mayhem, kojemu se pridružio 1988. godine. Godine 1990., osnovao je avant-garde black metal-sastav Arcturus (pod imenom Mortem) zajedno s klavijaturistom Steinarom Sverd Johnsenom. Sastav se raspao 2007., no ipak ponovno okupio 2011. godine. Dao si je ime po švicarskom ekstremnom metal sastavu Hellhammer. Često hvaljen kao talentiran glazbenik, Blomberg je trostruki dobitnik nagrade Spellemannprisen.

## Biografija

### Rani život
Blombergu su kao djetetu glavni interesi bili nogomet i hrvanje. U početku nije bio zainteresiran za bubnjanje, ali kako mu je interes za glazbu rastao, rasla mu je i znatiželja za instrumente pa se tako ubrzo počeo zainteresirati za bubnjeve. Kada je imao trinaest godina, baka i djed kupili su mu prva tri bubnjarska seta; prvi od kojih je bio jazz set s četiri elementa. Uz njih je učio svirati, svirajući uz svoje omiljene albume. Omiljeni heavy metal sastavi bili su mu Iron Maiden, Metallica i Slayer, ali volio je i sastave kao što su Depeche Mode i Duran Duran. Ubrzo je otrkio i sastave kao što su Venom i Celtic Frost, a i jazz kao žanr, primarno zbog utjecaja svog učitelja.

### Glazbena karijera
Prije no što se pridružio Mayhemu, Jan Axel Blomberg bio je bubnjar lokalnih sastava, jedan od kojih je bio progresivni metal sastav Tritonus, u kojem je upoznao Carla Augusta Tidemanna, budućeg gitarista sastava Arcturus i Winds. Tijekom jednog nastupa uživo, primijetili su ga članovi Mayhema, koji su trebali zamjenu za njihova bivšeg bubnjara Kjetila Manheima; Blomberg je prošao audiciju te uzeo pseudonim Hellhammer.
Prve snimke na kojima se pojavljuje s Mayhemom su s kompilacijskog albuma iz 1989. godine, a pjesme su Carnage i The Freezing Moon. Prve prave snimke sa sastavom obavio je na albumu Live in Leipzig iz 1990. godine. Nakon tog albuma, Mayhem je naišao na probleme s postavom sastava, primarno zbog samoubojstva pjevača Deada, zbog čega je kasnije basist Necrobutcher napustio sastav. Nakon toga, norveški pripadnici black metal scene počinili su razne zločine, naznačajniji od kojih su bili paleži crkava; paleži kojih se Hellhammer klonio, kao i drugih zločina. Tijekom Mayhemove pauze, točnije 1990. godine, osnovao je Arcturus, zajedno s klavijaturistom sastava Mortem, Sverdom. Kroz kratko vrijeme objavili su EP My Angel i mini-album Constellation. 
Ubojstvom Euronymousa 1993. godine, Mayhem se raspada te se Hellhammer posvećuje drugim sastavima. Ipak, 1995. godine, zajedno s basistom Necrobutcherom, pjevačem Maniacom i gitaristom Blasphemerom, ponovno je okupio Mayhem.
Godine 1995., svirao je bubnjeve za Immortal, na njihovoj turneji te iste godine. također je svirao na njihovom prvom glazbenom videu za pjesmu, Grim and Frostbitten Kingdoms. Istovremeno je kratko svirao i za Emperor. Debitantski album Arcturusa, Aspera Hiems Symfonia objavljen je krajem godine.
Godine 1997., počeo je svirati za sastav The Kovenant. Ubrzo snimaju drugi studijski album Nexus Polaris. Iste godine, Arcturus objavljuje drugi studijski album La Masquerade Infernale.
Jan Axel je trostruki dobitnik takozvane "norveške Grammy nagrade"; 1998. i 1999. godine za najbolji hard rock album s The Kovenantom za Nexus Polaris i Animatronic.
Godine 2005., zajedno s Necrobutcherom i Blasphemerom je intervjuiran za kratki black metal dokumentarac koji se pojavljuje na dvostrukom DVD izadnju dokumentarnog filma Metal: A Headbanger's Journey.
Surađivao je s klavijaturistom Andyijem Winterom.

## Kontroverze
Kontroverze su se stvorilo oko Hellhammera kada je počeo iznoseći brojne rasističke komentare, kao i navodno podržavati nasilje nad homoseksualcima. Biografija black metala Lords of Chaos navodi da je rekao, "Reći ću to ovako, ovdje ne volimo crne ljude. Black metal je za bijele ljude.... Prilično sam uvjeren da postoje razlike između rasa kao i između svega ostalog. Kao i životinje, neke rase su više ... ma znate, kao što je mačka puno inteligentnija od ptice ili krave pa čak i psa, e pa isti je slučaj i s rasama." Blomberg je u intervjuu iz 2004. godine rekao, "Boli me briga ako su obožavatelji bijeli, crni, zeleni, žuti, i plavi. Za mene, glazba i politika ne idu zajedno." U dokumentarnom filmu Until the Light Takes Us iz 2008. godine, rekao je da odaje "počast" Faustu zbog ubijanja "jebenog pedera".
Unatoč kontroverzama, Hellhammer uvijek se klonio paleža crkava i ostalih zločina, počinjenih tijekom rane norveške black metal scene.

## Bubnjevi/Tehnike

### Oprema (2012.)
- Sonor bubnjevi: Black Nickel Hardware – White Marine Pearl (Outer), Blue Stratawood (Inner)
- Bas bubnjevi: 20x20 – Evans EQ4 – Medium Maple
- Doboši: 13x4,25 – Evans Genera Dry – Heavy Beech – Pearl Masterworks Snare, Pearl CZX Snare
- Tomovi: 8x10, 10x12, 12x13, 13x14, 16x18 – Thin Maple
- Činele: Paiste Rude (some custom made)
- Bas pedale: Axis A Short-boards – Variable Drive: Lowest – Springs: Highest
- Palice: B-Stick 3AN

### Tehnika
- Rukama: Moeller metoda, u kombinaciji s "francuskom" metodom.

## Diskografija
Kao član sastava
Mortem/Arcturus
- Slow Death (demo) – (1989.)
- Slow Death EP – (1990.)
- Promo 90 (demo) – (1990.)
- My Angel LP- (1991.)
- Constellation MCD/MLP – (1994.)
- Aspera Hiems Symfonia – (1996.)
- Constellation – (1997.)
- La Masquerade Infernale – (1997.)
- Disguised Masters – (1999.)
- Aspera Hiems Symfonia/Constellation/My Angel ponovna objava – (2001.)
- The Sham Mirrors – (2002.)
- Sideshow Symphonies – (2005.)
- Shipwrecked in Oslo – (2006.)
- Arcturian – (2015.)

Mayhem
- Live in Leipzig – (1993.)
- De Mysteriis Dom Sathanas – (1994.)
- Out from the Dark – (1996.)
- Wolf's Lair Abyss – (1997.)
- Ancient Skin / Necrolust – (1997.)
- Mediolanum Capta Est – (1999.)
- Necrolust / Total Warfare (split-album s Zyklon-B-om) – (1999.)
- Grand Declaration of War – (2000.)
- Live in Marseille 2000 – (2001.)
- European Legions – (2001.)
- U.S. Legions – (2001.)
- The Studio Experience (Box Set) – (2002.)
- Freezing Moon/Jihad (split-album s Meads of Asphodel) – (2002.)
- Legions of War – (2003.)
- Chimera – (2004.)
- Ordo Ad Chao – (2007.)
- Esoteric Warfare – (2014.)
- Daemon – (2019.)

Covenant/The Kovenant
- Nexus Polaris – (1998.)
- Animatronic – (1999.)
- SETI – (2003.)

Troll
- The Last Predators – (2000.)
- Universal – (2001.)

Winds
- Of Entity and Mind – (2001.)
- Reflections of the I – (2001.)
- The Imaginary Direction of Time – (2004.)
- Prominence and Demise – (2007.)
- Into Transgressions of Thought – (2015.)

Mezzerschmitt
- Weltherrschaft – (2002.)

Shining
- Angst, Självdestruktivitetens Emissarie – (2002.)
- Dolorian/Shining – (2004.)
- Through Years of Oppression – (2004.)
- The Darkroom Sessions – (2004.)
- The Eerie Cold – (2005.)

Age of Silence
- Acceleration – (2004.)
- Complications - Trilogy of Intricacy – (2005.)

Dimmu Borgir
- Stormblåst MMV – (2005.)
- In Sorte Diaboli – (2007.)

Carnivora
- Judas – (2004.)

Umoral
- Umoral EP – (2007.)

Nidingr
- Wolf-Father – (2010.)

## Vanjske poveznice
- Hellhammerova službena web-stranica  Arhivirana inačica izvorne stranice od 12. listopada 2011. (Wayback Machine)
- Hellhammer na IMDB-u